# Alfred Romea i Catalina
Alfred Romea i Catalina (Madrid, 1884 - Barcelona, 13 de febrer de 1955) fou un guitarrista i crític musical.
De molt petit es trasllada amb la família a Barcelona. Estudià a l'Escola Municipal de Música de Barcelona. Va fer els estudis musicals amb Miquel Mas i Bargalló (guitarra), Joan Lamote de Grignon i Bocquet i Felip Pedrell (solfeig i il·lustració superior).
A part de portar a terme una brillant carrera com a concertista, també exercí la crítica musical a El Noticiero Universal i pronuncià conferències sobre temes musicals.